# Royal Rangers v ČR
Royal Rangers v ČR je křesťanská organizace pro děti a mládež školního věku. Podle celosvětového standardu pracuje s dětmi a mládeží s cílem pozitivně ovlivnit jejich duševní, duchovní, fyzický i sociální život. V České republice byla založena nejdříve jako účelové zařízení Apoštolské církve v roce 1992, později od roku 1996 je registrována jako občanské sdružení. Ve výroční zprávě za rok 2022 vykazovala členskou základnu 1 701 členů ve 46 předních hlídkách po celé České republice.
Jako organizace nabízí ucelený program pro volný čas dětí a mládeže v duchu křesťanské etiky a morálky. Připravuje originální letní tábory a celou řadu zajímavých aktivit jak pro děti, tak pro vedoucí. Royal Rangers v ČR je držitelem čestného titulu „Uznaná organizace ministerstva školství ČR“. Pracuje v evangelikálních církvích, kde poskytuje mimoškolské vzdělávací a zájmové aktivity.

## Historie a současnost
Organizace Royal Rangers vznikla v USA po roce 1960 a postupně se rozšířila do mnoha zemí ve světě.V Evropě se poprvé objevila ve Španělsku. V České republice byla pod názvem Royal Rangers v ČR zaregistrována jako občanské sdružení 16. dubna 1996 se sídlem v Třinci, Oldřichovice 328. Jejími základními články jsou Přední hlídky. V roce 2023 působilo 47 předních hlídek na 39 místech Česka. Organizace uspořádala 68 letních táborů, kterých se zúčastnilo 3 171 dětí. Organizuje řadu svých akcí, zúčastňuje se evropských setkání dalších Royal Rangers pořádá i výkendové akce. Je kolektivním členem České rady dětí a mládeže. Je také neziskovou organizací uznanou Ministerstvem školství, mládeže a tělovýchovy pro práci s dětmi a mládeží.

## Kategorie členů
Organizace má čtyři věkem odlišené kategorie dětí a mládeže:
- Ranger Kids - pro děti ve věku 6 až 8 let
- Discovery Rangers - 9 až 11 let
- Adventure Rangers - 12 až 14 let
- Expedition Rangers - 15 až 18 let
- Royal Rangers - 18+

## Zlatý zákon Royal Rangers
Při své činnosti se Royal Rangers řídí zlatým pravidlem, "Ve všem dělám druhým to, co chci, aby oni dělali mně."

## Zaměření
Organizace má čtyři hlavní oblasti své činnosti nejen v Česku. Jsou to 
- Život v přírodě,
- Zdraví / první pomoc / bezpečnost
- Sociální oblast
- Základní principy křesťanství